# Budapest String Quartet
Il Budapest String Quartet era un quartetto d'archi operativo dal 1917 al 1967. Originariamente era costituito da tre ungheresi e un olandese; alla fine, il quartetto era composto da quattro russi. Un certo numero di registrazioni furono fatte per la HMV/Victor fino al 1938; dal 1940 al 1967 ha registrato per la Columbia Records. Inoltre, molte delle esibizioni dal vivo del Quartetto sono state registrate presso la Biblioteca del Congresso e in altre sedi.

## Membri
1° Violino:

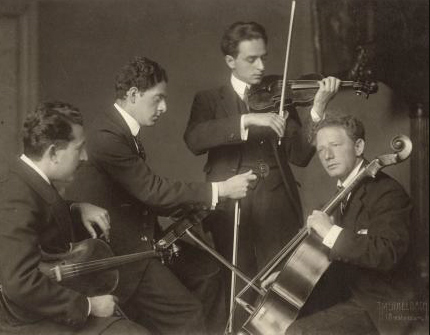
Budapest String Quartet in tour concerto a Scheveningen, Paesi Bassi. Stephan Ipolyi (viola), Emil Hauser (violino), Alfred Indig (violino), Harry Son (violoncello), 1919

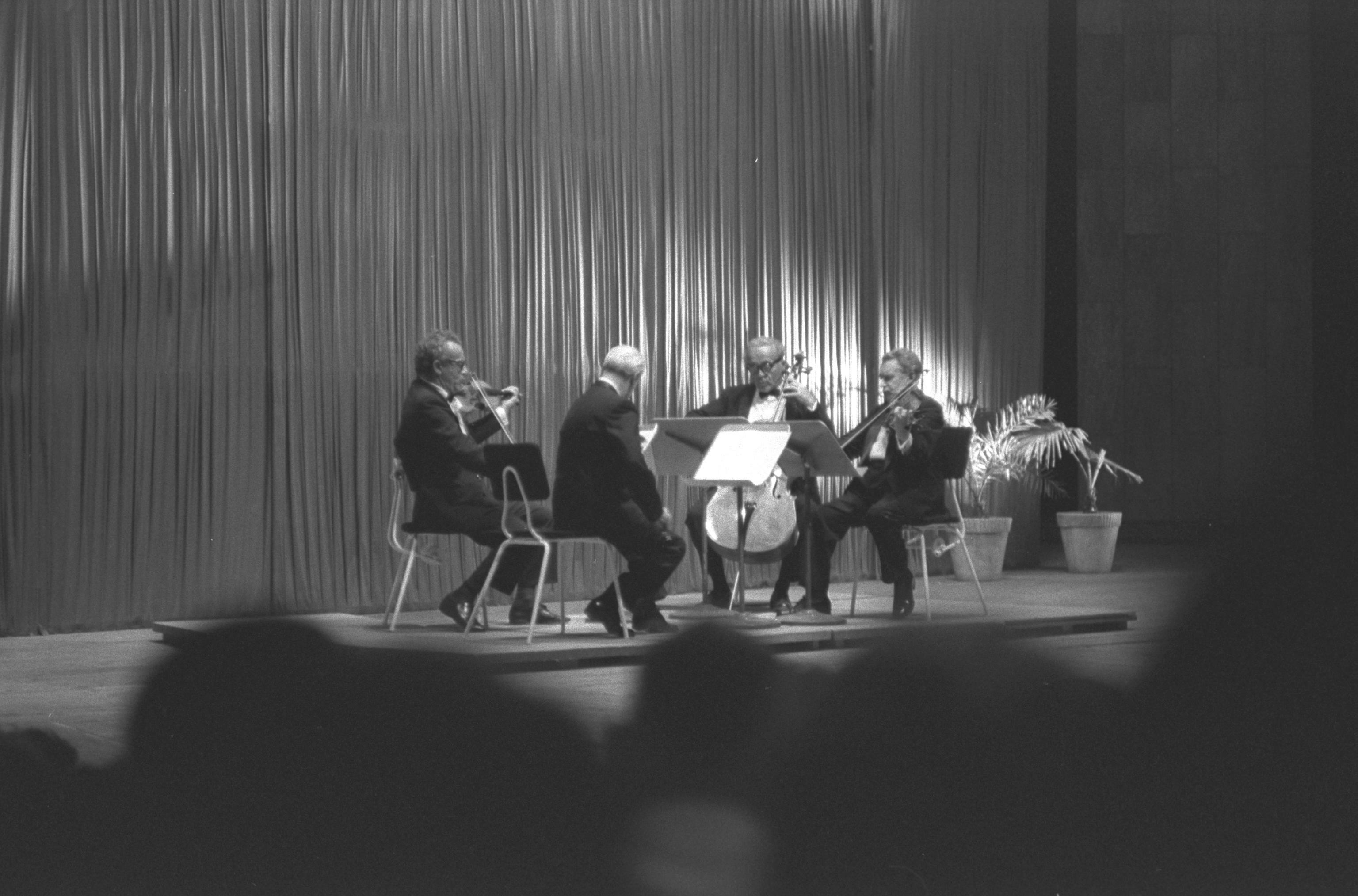
Il Budapest String Quartet al Fredric R. Mann Auditorium, Tel Aviv, 1961

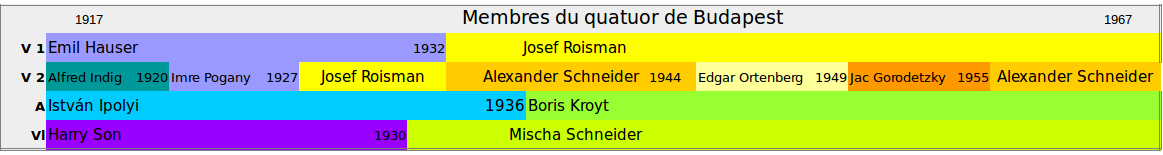
Cronologia dei membri del Quartetto Budapest dal 1917 al 1967.

- Emil Hauser (1893–1978) (dal 1917 al 1932)
- Josef Roisman (Joe) (1900–1974) (dal 1932 al 1967)

2° Violino:
- Alfred Indig (1892–?) (dal 1917 al 1920)
- Imre Pogany (1893–1975) (dal 1920 al 1927)
- Josef Roisman (Joe) (1900–1974) (dal 1927 al 1932)
- Alexander Schneider (Sasha) (1908–1993) (dal 1932 al 1944 e dal 1955 al 1967)
- Edgar Ortenberg (1900–1996) (dal 1944 al 1949)
- Jac Gorodetzky (1913–1955) (dal 1949 al 1955)

Viola:
- István Ipolyi (1886–1955) (dal 1917 al 1936)
- Boris Kroyt (1897–1969) (dal 1936 al 1967)

Violoncello:
- Harry Son (nato Henri Mozes Son) (1880–1942) (dal 1917 al 1930)
- Mischa Schneider (1904–1985) (dal 1930 al 1967)

## Storia del Quartetto

### Fondazione
Il Budapest String Quartet fu costituito nel 1917 da quattro amici, tutti membri di orchestre d'opera che avevano cessato l'operatività a causa della prima guerra mondiale. I membri erano tutti protetti di Jenő Hubay (violino), allievo ungherese di József Joachim e David Popper (violoncello), un boemo. Hubay e Popper contribuirono a rendere Budapest un importante centro per l'educazione musicale, che attraeva studenti famosi come Josef Szigeti. Hubay e Popper avevano sostenuto Sándor Végh e Feri Roth nella formazione di quartetti, e facevano parte essi stessi di un primo Budapest Quartet, il nuovo quartetto prese il nome in parte in onore di questo. Il recital di debutto del nuovo Budapest String Quartet (in ungherese: Budapesti Vonósnégyes), ebbe luogo nel dicembre 1917 a Kolozsvár, allora in Ungheria, ora chiamato Cluj-Napoca, nell'attuale Romania.
Il quartetto nasce con certe regole:
1. Tutte le controversie, musicali o lavorative, dovevano essere risolti da un voto. In caso di parità, nessun cambiamento.
2. I musicisti non sono autorizzati a prendere altri impegni al di fuori del quartetto.
3. I giocatori vengono pagati in modo egualitario. Nessuna preferenza è ammessa per il leader (primo violino).
4. Le mogli e le fidanzate non sono ammesse alle prove o alle discussioni.[1]

Nessun quartetto precedente aveva tentato di sopravvivere interamente con il ricavato dei suoi concerti. Fu una decisione coraggiosa per l'epoca. Molto più tardi, nel luglio 1930, i membri attuali aggiunsero un'altra regola per risolvere i voti pari. Un suonatore, estratto a sorte, avrebbe avuto un voto decisivo. Le sue iniziali sarebbero state scritte sulla musica e avrebbe sempre il voto in più per quel pezzo. Se veniva sostituito, il suo successore avrebbe preso i suoi diritti di voto.
I membri originali erano Emil Hauser, 24 anni, di Budapest; Alfred Indig, 25 anni, dall'Ungheria; István Ipolyi, 31 anni, da Újvidék in Ungheria; e Harry Son da Rotterdam, Paesi Bassi.
Nel 1920 si dimise Indig nella speranza di un avanzamento; fu sostituito da Imre Pogany. Pogany veniva da Budapest e aveva studiato sotto Hubay e Zoltán Kodály. Dopo le dimissioni, Indig divenne solista con l'Orchestra reale del Concertgebouw di Amsterdam. Nel 1931 divenne primo violino della Filarmonica di Berlino. Quando i nazisti salirono al potere, Indig fuggì a Parigi dove diresse un quartetto per un po'. Indig visse ad Amsterdam fino al 1951 e da allora in poi ritornò a Parigi. La data e luogo della sua morte rimangono sconosciute.

### Trasferimento a Berlino
Nel 1921 o 1922, a causa di disordini a Budapest, il quartetto si trasferisce a Berlino, dove sviluppò un vasto repertorio. Il quartetto, tuttavia, ricevette recensioni contrastanti. Nel 1925 suonarono a Londra dove firmarono un contratto discografico con la Voce del Padrone, per effettuare registrazioni nello Studio B della Voce del Padrone a Hayes e nella Queen's Small Hall.
Nel maggio del 1927, senza dirlo agli altri, Pogany viaggiò a Cincinnati per vedere il suo amico Fritz Reiner per un posto di lavoro nell'orchestra sinfonica del luogo. Gli fu offerto il Secondo Violino Principale, ma rifiutò. Gli altri membri del quartetto erano furiosi, perché se avesse lasciato, sarebbe stato molto difficile trovare e provare un sostituto in tempo per la nuova stagione. In conseguenza di ciò Pogany si dimise. Emigrò in America ed entrò nella Cincinnati Symphony Orchestra, insegnando anche presso il Conservatorio di Musica locale. Nel 1929 entrò a far parte della New York Philharmonic Orchestra diretta da Arturo Toscanini in qualità di secondo violino principale. Vi rimase fino al suo pensionamento nel 1958.

### Josef Roisman – secondo violino
L'uomo consigliato per sostituire Pogany era Josef Roisman (Joe). Roisman nacque il 25 luglio 1900 a Odessa. Iniziò il violino all'età di sei anni con Pyotr Stolyarsky, che è stato anche il primo maestro di David Oistrakh e Nathan Milstein. Dopo la tragica morte prematura del padre di Josef, una ricca donna di Odessa rese possibile per Josef, la sorella e la madre il trasferimento a Berlino, in modo che Josef potesse studiare con Alexander Fiedemann. Là Josef fece amicizia con Boris Kroyt, un altro originario di Odessa, che studiava con Fiedemann. Allo scoppio della prima guerra mondiale la famiglia ritornò a Odessa dove Josef continuò i suoi studi con Naoum Blinder, un altro musicista di Odessa, che era appena tornato da Inghilterra.
Dopo la rivoluzione russa, Roisman fu cooptato per suonare nelle fattorie nelle fabbriche. Riuscì a fuggire nel 1923 mentre lavorava nei pressi della Polonia. Si spostò a Praga, poi a Berlino. A Berlino Roisman si incontrò con Kroyt, che trovò lavoro per lui in un'orchestra di un cinema. Fu durante questo periodo che venne l'offerta del quartetto. Roisman era a proprio agio e sicuro nell'orchestra, ma il suo primo amore era la musica da camera. Alla fine la moglie Polo lo convinse ad assumersi il rischio finanziario ed affrontare il sacrificio.
Immediatamente cominciò a pentirsene. Hauser e figlio erano costantemente in discussione e sollecitavano il suo voto. Inoltre, Roisman aveva i suoi problemi, in particolare, Hauser e Ipolyi, non riuscivano a suonare lo "Spiccato" (una forma particolare di Staccato, in tedesco Springbogen), in modo che il quartetto era costretto a non usarlo. Il resto del quartetto aveva dovuto diventare esperto nell'usare un'altra tecnica (in tedesco Spitzen) per aggirare l'incapacità di Hauser e Ipolyi di eseguire lo spiccato. Per Roisman fu un duro lavoro recuperare. Dovette trascorrere molte ore a fare pratica e non era soddisfatto del risultato. In Germania, il quartetto era chiamato das Spitzenquartett (non un complimento), perché aveva sostituito lo "Springbogen" con lo "Spitzen" .
Infine nel 1930-1931 Son non sopportava più le litigate e diede le dimissioni. Emigrò in Palestina e suonò in concerti lì e all'estero. Poco prima della seconda guerra mondiale prese la sfortunata decisione di tornare a Rotterdam. Dopo che i tedeschi invasero i Paesi Bassi, lui e sua moglie Marianne furono arrestati ad Amsterdam ed è morto nel 1942 nel campo di concentramento di Auschwitz-Monowitz.

### Mischa Schneider – violoncellista
Il nuovo violoncellista fu originariamente chiamato Mojzesz Sznejder, poi reso in tedesco come 'Mischa Schneider'. Nato nel 1904 a Vilna, Russia (ora Vilnius, Lituania), Schneider aveva avuto una educazione difficile. La famiglia aveva pochi soldi e suo padre era un tiranno. Mischa spesso si trovò a difendere suo fratello minore Sasha contro il padre. Nel 1920, all'età di 16 anni, Mischa lasciò la casa per studiare a Lipsia sotto Julius Klengel, insegnante del suo maestro. Fra i suoi compagni c'erano Emanuel Feuermann, Gregor Piatigorsky e Benar Heifetz. Dopo la laurea si trasferì a Francoforte, dove ha insegnato presso il Conservatorio Hoch. Si accorse che soffriva di paura del palcoscenico, quando si suona da soli, un problema che non esiste quando si suona in un quartetto. Si unì al Quartetto Prisca, ma si dimise dopo un po' a causa di uno scontro di personalità con due degli altri membri. Il Quartetto Prisca aveva spesso suonato a Colonia e lì ebbe modo di conoscere i Reifenbergs, la cui figlia Eva aveva sposato Emanuel Feuermann. Fu Frau Reifenberg che introdusse Schneider nel Budapest Quartet.

### Debutto Americano
In gennaio e febbraio 1931 il quartetto fece la sua prima tournée negli Stati Uniti. Le recensioni erano abbastanza buone, ma finanziariamente il tour era poco gratificante. Le discussioni sullo Spitzen e su altre questioni continuarono e le relazioni divennero difficili. Poi, nel 1932, Hauser volle suonare in alcuni concerti con Alice Ehlers. Il quartetto rifiutò di permettere questa deviazione dalle regole; ci fu un litigio e Hauser si dimise. Emigrò a Gerusalemme, formò un quartetto e fondò il Conservatorio di Musica Palestina. Hauser aiutò il violinista Bronisław Huberman a soccorrere molti ebrei provenienti dall'Austria, Cecoslovacchia e Germania e fu determinante nella fondazione della Palestine Symphony Orchestra. Nel 1940 si trasferì negli Stati Uniti, insegnando prima al Bard College nello Stato di New York del nord e in seguito alla Juilliard School of Music. Hauser tornò in Israele nel 1960, dove morì nel 1978 all'età di 84 anni.

### Roisman diventa primo violino e Alexander Schneider secondo
Avendo perso Hauser, il quartetto aveva bisogno di un nuovo leader. L'introduzione di una persona sconosciuta come leader è un passo rischioso per un quartetto. A causa delle relazioni che si stabiliscono e il 'livello di comodità', un passaggio dal secondo violino al primo è più sicuro. Per questo motivo, Roisman si convinse ad effettuare il passaggio dal secondo al primo.
Il nuovo secondo era il fratello minore di Mischa Schneider Alexander (Sasha), nato Abram Sznejder. A 13 anni Abram era quasi morto di tetano dopo un taglio al ginocchio in un incidente. Il tetano distorse le sue articolazioni e il recupero fu lungo e doloroso. Sasha lasciò Vilna nel 1924 e raggiunse il fratello a Francoforte, garantendosi una borsa di studio per violino con Adolf Rebner, il preside, insegnante di violino al Conservatorio Hoch. Nel 1927, Alexander divenne il leader (primo violino) di un'orchestra di Saarbrücken. Nel 1929 fu nominato capo della Norddeutscher Rundfunk Orchestra di Amburgo. Nel 1932, perse il lavoro a seguito della campagna nazista contro gli ebrei in atto. Era giunto il momento di lasciare la Germania e il posto vacante di Budapest era arrivato proprio al momento giusto.
Dopo l'arrivo di Sasha il livello delle prestazioni del Quartetto migliorò subito e il gruppo cominciò ad attirare un pubblico più ampio. Ne seguì una tournée di successo negli Stati Uniti, Indie orientali olandesi, Australia e Nuova Zelanda e in cambio del loro trasferimento in Australia, l'Australian Broadcasting Corporation garantì al quartetto sei mesi di lavoro all'anno. Eppure le relazioni personali all'interno del Quartetto erano cattive. Sasha fu messo spesso in minoranza; odiava questo, ma Ipolyi era solitamente in grado di calmarlo. Ipolyi stesso aveva problemi mentali. Mischa aveva divorziato dalla moglie e si era risposato. Il gruppo non guadagnava ancora abbastanza.
Nel 1934 gli ebrei erano stati espulsi da tutte le orchestre tedesche, ma il Quartetto, come visitatore 'Ungherese', era stato risparmiato. Tuttavia una sera ricevettero minacce da un gruppo nazista. Durante la notte cambiarono sede da Berlino a Parigi e non tornarono mai più in Germania. Fecero una tournée in Europa e Stati Uniti, ma vivendo sempre in alberghi a basso costo e mangiando in posti a buon mercato.

### L'ultimo dei membri fondatori lascia
Ipolyi divenne un membro isolato del quartetto, l'unico ungherese fra tre russi. Era anche l'unico musicista Spitzen rimasto, vecchio nello stile ed anche sull'orlo di una crisi di nervi. Nel 1936 gli altri lo convinsero a dimettersi. Si stabilì in Norvegia e durante l'occupazione tedesca fu arrestato, ma fu poi liberato grazie all'intervento del conte Bernadotte, capo della Croce Rossa Internazionale. Fuggì in Svezia, ma tornò in Norvegia dopo la guerra. Ipolyi divenne cittadino norvegese, formò un quartetto a Bergen e divenne professore. Mischa Schneider fece in modo che Ipolyi ricevesse le royalties dovutegli e morì nel 1955.

### Boris Kroyt diventa violista
Era urgente trovare un nuovo violista per sostituire Ipolyi. L'Australian Broadcast Corporation aveva ingaggiato il Quartetto per una tournée di venti settimane con inizio a maggio 1937, con quattro spettacoli alla settimana e l'opzione di altri dieci settimane in Nuova Zelanda. Nonostante gli impegni regolari in Europa e in America, avevano bisogno di soldi. Roisman aveva quasi assunto Edgar Ortenberg, che aveva conosciuto quando erano entrambi bambini a Odessa e poi di nuovo a Berlino nel 1926, ma la moglie di Ortenberg voleva che aderisse come violinista. Roisman in seguito cercò di trovare a Berlino il suo amico di gioventù Boris Kroyt. Fino a quando i nazisti non divennero onnipotenti, Kroyt aveva vissuto bene, ma i nazisti impedirono di lavorare a tutti gli ebrei, se non in gruppi ebraici. Aveva una moglie e figli da mantenere ed erano tutti in pericolo. L'offerta di Budapest arrivò nel momento ideale. Era un musicista così naturale che poteva allontanarsi senza fare molta pratica. Si presero del tempo per abituarsi gli uni agli altri, ma alla fine raggiunsero un livello tecnico molto alto.
Nel mese di novembre 1936, raggiunsero New York e i critici rimasero impressionati come mai prima, confrontandoli con Toscanini e Schnabel. I concerti erano molto frequentati. Nella primavera del 1937 si recarono in Australia, Nuova Zelanda e nelle Indie orientali olandesi con risultati altrettanto buoni. Quando venne il momento di tornare in Europa, presero in considerazione di stabilirsi in Australia e fecero una votazione su questo argomento. La guerra civile spagnola aveva chiuso molti luoghi in Italia e in Spagna. Gli Schneiders votarono per andarci, mentre gli altri due votarono per proseguire. Secondo il regolamento un pareggio significa "nessun cambiamento", così proseguirono. Dopo aver suonato in Francia e Gran Bretagna, raggiunsero di nuovo New York nel marzo 1938.
Tutti i concerti degli Stati Uniti venivano contrattati da Annie Friedberg da New York. Questo continuò per tutto il loro periodo negli Stati Uniti, cominciando con un piccolo compenso, per finire con ottimi ritorni economici sia per loro che per lei.
Avevano fatto cinque tournée negli Stati Uniti senza alcuna difficoltà, ma questa volta vennero respinti. I loro passaporti Nansen non erano abbastanza buoni, a quanto pare. Furono portati via ignominiosamente alla Ellis Island su una chiatta di carbone. Ci vollero frenetiche trattative, muovendo qualche filo, da parte della Friedberg che coinvolse il sindaco La Guardia, per farli uscire appena in tempo per il loro primo concerto. Non erano nelle migliori condizioni per un concerto e pensarono che non era troppo buono. Invece ottenunnero una recensione entusiastica da The New York Times. Fu questo, alla fine, che aprì loro la porta del successo vero e proprio negli Stati Uniti. Improvvisamente tutti i critici lodavano il loro come mai prima d'ora e il pubblico e prenotazioni dilagarono. Considerando quello che era appena accaduto in Europa, la rottura era avvenuta appena in tempo.
Il 25 aprile 1938 registrarono il Quintetto per clarinetto di Mozart con Benny Goodman per l'etichetta Victor. Questa registrazione vendette bene anche se Goodman si pentì di non aver fatto prima uno spettacolo dal vivo. Lui e il quartetto fecero solo tre concerti insieme: ottobre e novembre 1938 e agosto 1941. Ogni volta i critici sentirono che il risultato era accurato, ma mancava la sensazione di ispirazione che si aspettavano.
Nel 1939 ancora una volta ebbero buoni risultati a Parigi, Amsterdam, Bruxelles, in Norvegia e Gran Bretagna, ma non in Spagna e in Italia, dove le persone erano più interessate alle questioni politiche. Dagli Stati Uniti ricevettero una richiesta di suonare cinque strumenti ad arco Stradivari, che richiedevano un uso regolare, alla Biblioteca del Congresso di Washington. Questi strumenti erano stati acquistati e donati da Gertrude Clarke Whittall, che ebbe un'influenza continuativa. La sala da concerto sul terreno della Biblioteca era stata appena costruita (nel 1925), con i soldi donati da Elizabeth Sprague Coolidge, un importante benefattore della musica da camera e di diversi festival musicali. In quel periodo sentirono che essa avrebbe potuto tenerli lontani dai rapporti esistenti in Europa.

### Gli U.S.A. diventano la sede del Quartetto
In estate tornarono di nuovo a trascorrere tre mesi negli Stati Uniti presso il Mills College a Oakland in California, un posto dove potevano rilassarsi. Il Pro Arte Quartet normalmente faceva così, ma quest'anno avevano preferito stare in Belgio. Non tornarono mai più e il quartetto Budapest andò a Mills per i successivi quindici anni. Quel primo anno a Mills appresero che in Europa era iniziata la seconda guerra mondiale e i loro contratti europei erano ormai annullati. L'offerta della Biblioteca del Congresso ora sembrava più attraente e accettarono. I loro concerti presso la biblioteca continuarono per molti anni e crearono un rapporto importante per loro.
Fino dal 1925 avevano fatto registrazioni per His Master's Voice, prima alla Beethoven Saal di Berlino, poi all'Abbey Road Studio di Londra e dal 1938 a Camden, nel New Jersey per la RCA Victor, la controllata statunitense di HMV. Il contratto HMV era valido fino al giugno 1940. Non pagava bene e la RCA aveva una buona scorta di registrazioni non ancora pubblicate. La RCA non desiderava fare altre registrazioni nel 1939. Il quartetto trovò difficoltà a convincere la RCA a dare loro la quantità di lavoro che volevano o per pagarli così come loro nuova reputazione avrebbe potuto giustificare. Inoltre RCA non abeva fretta di prolungare il contratto esistente. Il quartetto ritenne che con la loro crescente reputazione negli Stati Uniti avrebbero potuto fare meglio con la Columbia Recording Company. Alla Columbia furono felici di firmare un accordo e fare tante più registrazioni quante il quartetto voleva, tanto più che non avevano nulla di loro registrato. L'operazione fu fatta e mantenuta segreta il più a lungo possibile. Quando finalmente lo vennero a sapere la RCA scrisse: "Siamo stupefatti... decisamente vicino a una violazione della fiducia". Essi avrebbero dovuto capire che non avevano il diritto di essere gli unici negoziatori in un affare. Nel corso di 35 anni il quartetto ha registrato 89 pezzi, alcuni dei quali più volte. Per molti anni fu il principale fornitore di musica classica della Columbia, una perdita assoluta per la RCA.

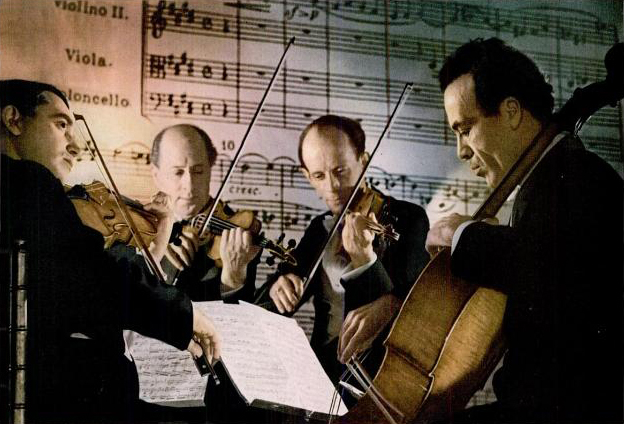
Il Budapest String Quartet (1944)

All'inizio ci furono difficoltà. In primo luogo l'American Federation of Musicians, proteggendo i posti di lavoro americani, chiese che qualcuno pagasse due membri come "appoggi" durante le registrazioni. Il quartetto e la Columbia discussero su chi di essi dovesse pagare. Dopo che questo fi risolto l'AFM trascinò la Columbia in una disputa che durò fino al febbraio del 1945. Inoltre, dopo che la guerra era stata dichiarata, il governo degli Stati Uniti razionò il materiale per fare i dischi. Anche così, tra il 1941 e il 1946, il quartetto guadagnò 60000 $ dalla Columbia in diritti d'autore. Ricavarono anche 16000 $ dalla HMV.

### Alexander Schneider sostituito da Edgar Ortenberg
Sasha sentiva di poterlo fare e aveva bisogno di lavorare al di fuori del quartetto. Come secondo violino non ottenne le stesse imprese sfidanti che aveva sostenuto come leader. Dopo averci pensato un sacco, finalmente prese una decisione e lo disse agli altri, il 26 novembre 1943. Aveva ancora solo trentacinque anni, avendone trascorsi undici nel quartetto e aveva bisogno di espandere la sua gamma di esperienze. Il 1º gennaio 1944 il quartetto scelse il nuovo secondo violino. Era Edgar Ortenberg, l'uomo che per poco non era stato il loro violista.
Come Joe e Boris, Edgar era cresciuto a Odessa. Fino alla rivoluzione russa suo padre era stato il direttore di una banca. In seguito furono molto a corto di denaro. Nel 1921 vinse la medaglia d'oro al Conservatorio di Odessa e fu immediatamente assunto per insegnare lì. Nel 1924 si trasferì a Berlino per migliorare, proprio come avevano fatto Joe, gli Schneider e Boris. Dopo aver raggiunto Berlino ottenne subito una borsa di studio presso la Hochschule für Musik. Cambiò il suo nome da Eleazer a Edgar. Creò un quartetto e andò tournée in Europa fino al 1933, quando i nazisti li saccheggiarono e si trasferì rapidamente a Parigi. Là il Conservatorio russo formò un quartetto ed ebbero un certo successo in Europa. Quando ci fu la minaccia della guerra si arruolò nell'esercito francese. Nel mese di aprile 1940 lasciò a causa di una malattia. Lui e sua moglie lasciarono Parigi poco prima che arrivassero i tedeschi. Andarono in Portogallo e riuscirono a prendere l'ultima nave spagnola per andare negli Stati Uniti. Dopo aver lottato a New York per qualche tempo, ricevette una seconda offerta dal Budapest Quartet nel dicembre del 1943 e questa volta accettò.
Edgar in generale fu considerato un ottimo sostituto per Sasha. Tuttavia alcuni critici e tutti i musicisti avevano la sensazione che avrebbe dovuto suonare con più forza. D'altra parte, egli sentiva che il loro suono era un po' ruvido. Volle anche passare più tempo a provare dal momento che aveva bisogno di abituarsi ai loro metodi e abituarsi al loro vasto repertorio. Gli altri, in particolare Boris, non erano così desiderosi di provare. Ci vollero due anni ad Edgar per sentirsi pienamente a casa. Tuttavia gli altri sentivano che Edgar avrebbe dovuto fare pratica privatamente e stava diventando chiaramente nervoso. Di nuovo i critici sentirono che il quartetto era meraviglioso, ma non tanto buono come prima. Ortenberg era esausto dai continui viaggi. Verso la fine del 1948 gli altri gli dissero che volevano un diverso secondo violino. Non appena fu reso noto, Ortenberg fu invaso da altre offerte. Ortenberg fece il suo ultimo spettacolo con il quartetto il 10 marzo 1949 presso la Cornell University. Si unì alla Settlement Music School di Filadelfia e vi rimase fino al pensionamento nel 1984. Ha insegnato anche presso la Temple University dal 1953 al 1978.

### Jac Gorodetzky
Il nuovo secondo violino era Jac Gorodetzky. Nacque a Odessa, ma la famiglia si trasferì a Londra quando aveva solo un anno, per evitare un pogrom. Si trasferirono negli Stati Uniti prima della guerra, stabilendosi a Filadelfia. Era benvisto come uno studente e si assicurò buone posizioni in orchestre e quartetti. Tuttavia il suo modo di suonare, come Ortenberg, era un po' troppo sommesso. Fu benvisto alle audizioni del Budapest ed aveva circa 35 anni.
Nel 1950 il quartetto andò in Europa per la prima volta dopo la guerra. Convennero di non andare in Germania, soprattutto perché Schneider aveva perso la madre e la sorella ad Auschwitz. Questa tournée, unita alla continua richiesta negli Stati Uniti provocò un pesante stress a Gorodetzky. Sviluppò una paura da palcoscenico, richiedendo a volte impegnative prove extra di opere che avevano già suonato.
Poi, nel settembre 1952 suonarono in Giappone. Furono il primo quartetto ad arrivare lì dopo la guerra. L'intera stagione fu venduta in due ore. C'erano 3000 persone presenti al primo concerto. C'era del personale pronto a provvedere ad ogni loro necessità ed c'erano auto per portarli dappertutto. Una notte sentirono il bisogno di fare qualche esercizio a Okayama. Stavano camminando su una strada stretta, quando Joe cadde in un fosso di nove piedi e si ruppe il polso sinistro. Lo misero all'Ospedale militare degli Stati Uniti a Tokyo. Al ritorno negli Stati Uniti fu detto loro che il polso era stato aggiustato malamente e doveva essere rotto e ingessato nuovamente. I Concerti diventarono trii e quartetti per pianoforte. Dopo mesi di duro lavoro Joe riprese i suoi doveri a Portland, Oregon il 12 gennaio 1953.
Nel 1954 fecero un'altra tournée giapponese con ancora maggiore successo, ma Jac era sempre più a disagio. Nel mese di febbraio disse agli altri che voleva andarsene. Speravano che parlasse così perché era fuori di sé. Nessuno si rese conto di quanto stesse male. Infine nel mese di novembre 1955 si uccise in un piccolo hotel di Washington. Gli altri musicisti si sentivano terribilmente. Suonarono concerti di beneficenza per la sua famiglia presso la Settlement Music School. Più tardi Mischa lasciò loro la maggior parte della sua musica e alla sua morte Joe lasciò loro la maggior parte del suo denaro.

### Il ritorno di Alexander Schneider
Joe rifiutò di accettare un altro nuovo secondo violino, ma fortunatamente riuscirono a convincere Sasha a tornare. Contro la loro regola precedente gli permisero di passare un po' di tempo a lavorare in modo indipendente perché avevano bisogno di lui e non avevano voglia di prendere così tanti impegni come prima. Non appena tornò tutti si sentirono più felici per molti anni e la critica era esagerata nel lodarli.
Nei dieci anni in cui era stato lontano Sasha era stato molto occupato. Aveva rifiutato offerte di guidare la Pro Arte e i Quartetti Paganini. Fece una tournée con Ralph Kirkpatrick. Suonò le suite per violoncello solo di Bach. Suonò i trii. Studiò con Pablo Casals a Prades e convinse Casals ad iniziare i festival di Prades, Porto Rico, Israele e Marlboro nel Vermont. Diede vita ad un quartetto per registrare tutti gli 83 quartetti di Haydn per la società Haydn, anche se terminarono i soldi prima che fosse finito. Convinse la signora Coolidge a finanziare la fornitura di concerti all'aperto gratuiti a Greenwich Village. Aveva suonato con il Budapest quando Ortenberg o Gorodetzky non stavano bene.

### Declino
Mentre si avvicinava il 1960 il quartetto fu molto felice. È stato il quartetto più popolare e famoso, con 55 album registrati pubblicati dalla Columbia e due milioni di copie vendute, suonando in molti luoghi famosi e festival. Tuttavia nel 1960 Joe iniziò ad avere periodi di scarsa intonazione apparentemente a causa di un attacco di cuore delicato alla fine del 1960. Solo allora disse agli altri che, già nel 1939 gli era stato detto che la sua pressione sanguigna era alta. Di tanto in tanto aveva avuto problemi di intonazione, ma nel 1960 peggiorò.
Nel marzo 1962 hanno suonato il loro ultimo concerto nella Biblioteca del Congresso. C'erano stati un certo numero di problemi, tra questi l'intonazione di Joe era stato il peggiore. I critici ed il pubblico si erano lamentati e la signora Coolidge si era lamentata. Furono sostituiti dal giovane Quartetto Juilliard. Poi, in autunno erano in Europa, quando all'improvviso Joe ha subito un'ernia del disco. Ripresero a suonare nei primi mesi del 1963 e tornarono in Australia dopo ventisei anni di lontananza. L'energia di Joe era in declino e ridussero di anno in anno il numero concerti.

### Marlboro College
Nel 1955 Sasha aveva aderito alla Marlboro Music School and Festival del Marlboro College nel Vermont meridionale. Era una scuola, un festival di musica e un ritiro estivo. Era un ciclone. Spinse i giovani musicisti a aumentare il loro talento. Con il tempo portò gli altri musicisti del Budapest e resero il posto un terreno fecondo per una generazione di musicisti da camera. La scuola era stata fondata nel 1950 dal violinista Adolf Busch e dal flautista Marcel Moyse e le loro famiglie. Busch morì prima che Sasha arrivasse, ma il suo figliastro Rudolf Serkin era ancora molto attivo e i due divennero amici fedeli. Sasha trascorse le successive venti estati lì.
Nel 1962 Sasha convinse Mischa a venire anch'egli e l'anno successivo ci andò l'intero quartetto. Ci andarono molti musicisti esperti. Molti musicisti più giovani di talento vennero e raggiunsero standard elevati. Gli studenti trovavano Sasha molto deciso e il suo modo era un po' duro con quelli che erano nervosi o che non cercavano di raggiungere gli standard più alti. Per i migliori però lui era perfetto. Mischa e Boris erano più gemtili. Erano molto disposti a provare le nuove idee dei loro studenti e ogni aspetto era ispirato dall'entusiasmo dell'altro.
Sasha convinse Michael Tree, Arnold Steinhardt, John Dalley e David Soyer a formare un quartetto - una sfida formidabile per qualsiasi musicista e Boris suggerì il nome Guarneri. Passarono un sacco di tempo insieme a Marlboro ed il Guarneri Quartet può essere considerato come l'erede musicale del Budapest Quartet. Sasha ha dato il quartetto un consiglio, "Ogni volta che suonate un trio d'archi e quartetti per pianoforte, fatevi una regola che suoni il secondo violino e non il primo .... Se suonate solo il secondo violino, diventerete un po' ammuffiti per altre cose". Disse che, dopo aver lasciato il Budapest, ci mide tre anni per tornare in buone condizioni di interpretazione. L'Emerson String Quartet ha una visione simile e lo risolve alternando le sedie tra i due violini.
Negli anni successivi il Budapest suonò un minor numero di concerti e si videro l'un l'altro solo per i concerti. Il pubblico riempiva le sale ed erano molto ammirati, ma non facevano pratica molto spesso, né singolarmente né insieme. Ci furono errori in alcuni particolari, ma l'effetto generale era ancora buono. Sasha sentiva di voler condividere quello che stava ancora imparando, ma Joe voleva rimanere com'era.

### Conclusione
Nel gennaio 1965 il gruppo trascorse dodici giorni registrando il quartetto "American" di Dvořák e il Quartetto di Smetana "From My Life". Joe ebbe grossi problemi di intonazione e Mischa problemi con la schiena. Una registrazione di Dvořák fu assemblato insieme da più riprese e pubblicato, ma i giocatori rifiutarono di accettare un simile giunzione dello Smetana. Poi Mischa e Boris e il Guarneri eseguirono e registrarono "Souvenir de Florence" di Tchaikovsky, con successo. Improvvisamente Mischa dovette sottoporsi a un intervento chirurgico alla schiena, che lo aveva tormentato fin dal 1930. L'operazione non riuscì e anche un secondo tentativo fallì. Misha non ha mai suonato di nuovo, ma ha insegnato molto, tra l'altro per 25 estati al Marlboro Music Festival. Mischa morì il 3 ottobre 1985 a Buffalo, New York.
Nel 1977 Sasha improvvisamente lasciò Marlboro. Non spiegò mai il perché ma lui e Serkin rimasero amici. Nel 1969 Boris morì di cancro. Nel 1974 Joe ha avuto un attacco cardiaco ed è morto. Nel 1993 Sasha ebbe un'insufficienza cardiaca ed morì dopo aver suonato quasi fino alla fine.
Il Budapest String Quartet ha avuto un'enorme influenza sulla musica da camera negli Stati Uniti e a livello internazionale. Quando iniziarono alla fine del 1930 fu difficile ottenere un grande pubblico. I concerti a Washington e New York, le trasmissioni radiofoniche e le numerose registrazioni gradualmente aumentarono il numero degli spettatori, li ha resi famosi e ricchi ed ha stabilito un alto standard che influì su molti musicisti successivi.
Jascha Heifetz una volta fu citato per questa frase: "Un russo è un anarchico. Due russi sono una partita a scacchi. Tre russi sono una rivoluzione. Quattro russi sono il Budapest String Quartet".

## Registrazioni
Le seguenti liste iniziano dal 1932; questo è l'anno in cui Josef Roisman divenne il leader del quartetto come 1° Violino, in sostituzione di Emil Hauser e Alexander Schneider si unì al quartetto come 2° violino. Così, con l'eccezione di István Ipolyi, che rimase fino al 1936, il quartetto aveva quasi completato la sua trasformazione al suo relativamente stabile cast di quattro russi e raggiunse la sua reputazione di lunga durata.
Sebbene la maggior parte delle voci nei seguenti elenchi siano prese sia da LP e CD reali e dalle loro note di copertina o stampa affidabile, o fonti online, le liste sono completate da una discografia preparata dalla Sony Classical, a quanto pare per il loro uso personale interno, per identificare i numeri nel magazzino. Tuttavia questa discografia Sony contiene una serie di errori nell'identificazione delle date di registrazione, l'organico e in alcuni casi anche composizioni e compositori. Tutte le informazioni di questa discografia Sony, come illustrato di seguito, che non è stato possibile verificare e confrontare da un'altra fonte, sono precedute da un asterisco [*] come forse discutibile.
Le parentesi quadre indicano le iniziali del violista, o del secondo violino; ad esempio, [Va = II] indica István Ipolyi come violista. Diverse date di registrazione sono o non specificate o sconosciute. Tutte le registrazioni precedenti sono state pubblicate come incisione su gommalacca 78 giri, molte in seguito ristampate come dischi in vinile e, successivamente, in formato CD. La prima pubblicazione delle ultime registrazioni fu direttamente in formato LP. Tutte le registrazioni sono monofoniche se non specificate come stereo.

### Registrazioni per HMV/Victor, dal 1932 al 1938
1° Violino: Josef Roisman; 2° Violino: Alexander Schneider; Viola: István Ipolyi o Boris Kroyt; Violoncello: Mischa Schneider
- Bartók: Quartetto n. 2 in La minore, Op. 17 (Reg. 25/4/1936[43] [*Va=II]; *LP riedizione Odyssey Y4-34643).
- Beethoven: Quartetto n. 2 in Sol maggiore, Op. 18 n. 2 (Reg. 1/6/1938[43] [*Va=BK]; *LP riedizione Odyssey Y3-35240).
- Beethoven: Quartetto n. 3 in Re maggiore, Op. 18 n. 3 (Reg. 30/4/1935[43] [*Va=II]; *LP riedizione Odyssey Y3-35240).
- Beethoven: Quartetto n. 8 in Mi minore, Op. 59 'Rasumovsky' n. 2 (Reg. 24/4/1935[44] [Va=II]; *LP riedizione Odyssey Y4-34643, CD riedizione *Sony SBK-47665, *Portrait SBK-46545, Biddulph 80222).
- Beethoven: Quartetto n. 13 in Si bemolle maggiore, Op. 130 (Reg. 10/8/1933 & 4/4/1934[44] (or 4/5?/1934)[43] [Va=II]; *LP riedizione Odyssey Y4-34643, CD riedizione Biddulph 80222).
- Brahms: Quartetto n. 2 in La minore, Op. 51 n. 2 (Reg. 30/4-1/5/1935[43] [Va=II]; CD riedizione Biddulph LAB-120/1).
- Brahms: Quartetto n. 3 in Si bemolle maggiore Op. 67 (Reg. 15,17,18/11/1933 (or same dates in 1932?)[43] [Va=II]; *LP riedizione Odyssey Y4-34643, CD riedizione *Portrait MPK-45553, Biddulph LAB-120/1).
- Brahms: Quintetto d'archi n. 1 in Fa maggiore, Op. 88, con Alfred Hobday (Reg. 8/2/1937[43] [Va=BK]; CD riedizione Biddulph LAB-120/1).
- Brahms: Quintetto d'archi n. 2 in Sol maggiore, Op. 111, con Hans Mahlke (Reg. 15,17,18/11/1932[43] [Va=II]; CD riedizione Biddulph LAB-120/1).
- Brahms: String Sextet in Sol maggiore, Op. 36, con Alfred Hobday & Anthony Pini (Reg. 8/2/1937[43] [Va=BK]; CD riedizione Biddulph LAB-120/1).
- Mendelssohn: Quartetto n. 1 in Mi bem. magg, Op. 12 (Reg. 29/4/1935[43] [Va=II]; *LP riedizione Odyssey Y4-34643).
- Mozart: Quartetto n. 19 in Do maggiore, K 465 'Dissonance' (Reg. 14/11/1932[43] [Va=II]; *LP riedizione Odyssey Y3-33324, *Odyssey Y3-35240, CD riedizione EMI CDH-63697).
- Mozart: Quartetto n. 20 in Re maggiore, K 499 'Hoffmeister' (Reg. 5/4/1934[43] [Va=II]; *LP riedizione Odyssey Y4-34643, CD riedizione EMI CDH-63697).
- Mozart: Quartetto n. 23 in Fa maggiore, K 590 (Reg. 29/4/1935[43] [*Va=II]; *LP riedizione Odyssey Y3-35240).
- Mozart: Quintetto di clarinetti in La maggiore, K 581 con Benny Goodman (Reg. 25/4/1938[43] [Va=BK]; CD riedizione EMI CDH-63697; Naxos Hist 8.111238).
- Schubert: Quartettsatz in Do minore, D 703 (DB 2221) (Reg. 4/4/1934[43] [*Va=II]; *LP riedizione Odyssey Y4-34643)
- Sibelius: Quartetto in Re minore, Op. 56 Voces Intimae (Reg. 8/8/1933[43] [Va=II] Sibelius Society Volume 3).
- Wolf: Italian Serenade in Sol maggiore (1887) (Reg. 18/11/1932[43] [*Va=II]; *LP riedizione Odyssey Y4-34643).

### Registrazioni per Columbia dal 1940
1° Violino: Josef Roisman; 2° Violino: Alexander Schneider, Edgar Ortenberg, o Jac Gorodetzky; Viola: Boris Kroyt; Violoncello: Mischa Schneider
- Beethoven: Quartetto n. 1 in Fa maggiore, Op. 18 n. 1:
  - reg. 9/9/1940[45] [2V=AS]; CD riedizione Sony MH2K-62870.
  - reg. 5-9/5/1952[46] [2V=JG]; CD riedizione CBS MP2K-52531, United Archives NUA01.
  - stereo reg. 1958[47] [2V=AS]; LP Col M3S-606; CD riedizione Sony 88697776782.
- Beethoven: Quartetto n. 2 in Sol maggiore, Op. 18 n. 2:
  - reg. 1938: vedi HMV/Victor, sotto.
  - reg. 5-9/5/1952[46] [2V=JG]; CD riedizione CBS MP2K-52531, United Archives NUA01.
  - stereo reg. 1958[47] [2V=AS]; LP Col M3S-606; CD riedizione Sony 88697776782.
- Beethoven: Quartetto n. 3 in Re maggiore, Op. 18 n. 3:
  - reg. 1935: vedi HMV/Victor, sotto.
  - reg. 29/11/1951[46] [2V=JG]; CD riedizione CBS MP2K-52531, United Archives NUA01.
  - stereo reg. 1958[47] [2V=AS]; LP Col M3S-606; CD riedizione Sony 88697776782.
- Beethoven: Quartetto n. 4 in Do minore, Op. 18 n. 4:
  - reg. 9-10/1/1941[45] [2V=AS]; CD riedizione Sony MH2K-62870.
  - reg. 2/12/1951[46] [2V=JG]; CD riedizione CBS MP2K-52531, United Archives NUA01.
  - stereo reg. 1958[47] [2V=AS]; LP Col M3S-606; CD riedizione Sony 88697776782.
- Beethoven: Quartetto n. 5 in La maggiore, Op. 18 n. 5:
  - (Minuet only):[48] reg. 15/9/1941[49] [2V=AS]; CD riedizione Sony MH2K-62873.
  - reg. 2/5/1951[46] [2V=JG]; CD riedizione CBS MP2K-52531, United Archives NUA01.
  - (stereo reg. 1958[47] [2V=AS]; LP Col M3S-606); CD riedizione Sony 88697776782.
- Beethoven: Quartetto n. 6 in Si bemolle maggiore, Op. 18 n. 6
  - reg. 2/4/1945[45] [2V=EO]; CD riedizione Sony MH2K-62870.
  - reg. 26/11/1951[46] [2V=JG]; CD riedizione CBS MP2K-52531, United Archives NUA01.
  - stereo reg. 1958[47] [2V=AS]; LP Col M3S-606; CD riedizione Sony 88697776782.
- Beethoven: Quartetto n. 7 in Fa maggiore, Op. 59 'Rasumovsky' n. 1:
  - reg. 1930s: vedi HMV/Victor, sotto.
  - reg. 5-9/5/52[46] [2V=JG]; *LP riedizione Odyssey Y3-33316; CD riedizione United Archives NUA01.
  - stereo reg. 17-19/11/1959[50] [2V=AS]; CD riedizione Sony SBK-46545, Sony 88697776782.
- Beethoven: Quartetto n. 8 in Mi minore, Op. 59 'Rasumovsky' n. 2:
  - reg. 1935: vedi HMV/Victor, sotto.
  - reg. ?/5/1951[46] [2V=JG]; *LP riedizione Odyssey Y3-33316; CD riedizione United Archives NUA01.
  - stereo reg. 17-19/11/1959[50] [2V=AS]; CD riedizione Sony SBK-46545, Sony 88697776782.
- Beethoven: Quartetto n. 9 in Do maggiore, Op. 59 'Rasumovsky' n. 3:
  - reg. 15/9/1941[45] [2V=AS]; CD riedizione Sony MH2K-62870, *Sony SBK-47665.
  - reg. 28/11/1951[46] [2V=JG]; *LP riedizione Odyssey Y3-33316; CD riedizione *Sony MPK-45551, United Archives NUA01.
  - stereo reg. 16/5/1960[51] [2V=AS]; CD riedizione Sony SBK-47665, Sony 88697776782.
- Beethoven: Quartetto n. 10 in Mi bem. maggiore, Op. 74 'Harp':
  - *reg. betw 1940-44 [*2V=AS]; CD riedizione *Sony SBK-47665.
  - reg. ?/5/1951[46] [2V=JG]; *LP riedizione Odyssey Y3-33316, *Odyssey Y3-35240; CD riedizione *Sony MPK-45551, United Archives NUA01.
  - stereo reg. 17/5/1960[51] [2V=AS]; CD riedizione Sony SBK-47665, CBS MPK-45551, Sony 88697776782.
- Beethoven: Quartetto n. 11 in Fa minore, Op. 95 'Serioso':
  - reg. 5/12/1941[45] [2V=AS]; CD riedizione Sony MH2K-62870.
  - reg. 2/12/1951[46] [2V=JG]; *LP riedizione Odyssey Y3-33316; CD riedizione United Archives NUA01.
  - stereo reg. 1960[47] [2V=AS]; CD riedizione Sony SBK-46545, CBS MPK-45551, Sony 88697776782.
- Beethoven: Quartetto n. 12 in Mi bemolle maggiore, Op. 127:
  - reg. 26/2/1942[49] [2V=AS]; CD riedizione Sony MH2K-62873.
  - reg. 5-9/5/1952[46] [2V=JG]; CD riedizione United Archives NUA01.
  - stereo reg. 1961[47] [2V=AS]; LP Col M5S-677; CD riedizione Sony 88697776782.
- Beethoven: Quartetto n. 13 in Si bem. magg., Op. 130:
  - reg. 1933-34: vedi HMV/Victor, sotto.
  - reg. 3/5/1951[46] [2V=JG]; CD riedizione United Archives NUA01.
  - stereo reg. 1961[47] [2V=AS]; LP Col M5S-677; CD riedizione Sony 88697776782.
- Beethoven: Quartetto n. 14 in Do diesis minore, Op. 131:
  - reg. 9/9 & 21/10/1940[49] [2V=AS]; CD riedizione Sony MH2K-62873.
  - reg. 4-6/12/1951[46] [2V=JG]; CD riedizione United Archives NUA01.
  - stereo reg. 1961[47] [2V=AS]; LP Col M5S-677; CD riedizione Sony 88697776782.
- Beethoven: Quartetto n. 15 in La minore, Op. 132:
  - reg. 13-14/4/1942[49] [2V=AS]; CD riedizione Sony MH2K-62873.
  - reg. 26-28/5/1952[46] [2V=JG]; CD riedizione United Archives NUA01.
  - stereo reg. 1961[47] [2V=AS]; LP Col M5S-677; CD riedizione Sony 88697776782.
- Beethoven: Quartetto n. 16 in Fa maggiore, Op. 135:
  - reg. 9-10/9/1940[49] [2V=AS]; CD riedizione Sony MH2K-62873.
  - reg. 27/11/1951[46] [2V=JG]; CD riedizione United Archives NUA01.
  - stereo reg. 1960[47] [2V=AS]; LP Col M5S-677; CD riedizione Sony 88697776782.
- Beethoven: Grosse Fuge in Si bemolle maggiore, Op. 133:
  - reg. 1920s con different personnel[52]
  - reg. 7/5/1951[46] [2V=JG]; CD riedizione United Archives NUA01.
  - stereo reg. 2/5/1961[51] [2V=AS]; CD riedizione Sony SBK-47665, CBS MPK-45551, Sony 88697776782.
- Beethoven: Quintetto d'archi in Do maggiore, Op. 29, con Milton Katims: reg. 23/4/1945[45] [2V=EO]; CD riedizione Sony MH2K-62870.
- Beethoven: Quintetto in Mi bemolle maggiore for piano and winds, Op. 16 (version for piano and string trio), con Mieczysław Horszowski: LP Col MS-6473.
- Brahms: Quartetto n. 1 in Do minore, Op. 51 n. 1: stereo reg. 1963 [2V=AS]; CD riedizione CBS MPK-45686.
- Brahms: Quartetto n. 2 in La minore, Op. 51 n. 2: LP Col M2S-734.
- Brahms: Quartetto n. 3 in Si bemolle maggiore, Op. 67: stereo reg. 1963 [2V=AS]; CD riedizione CBS MPK-45553.
- Brahms: Piano Quartetto n. 2 in La maggiore, Op. 26, con Clifford Curzon: reg. 1952 [2V=JG]; LP Col ML-4630; CD riedizione Naxos Hist 8.110306.
- Brahms: Piano Quintetto in Fa minore, Op. 34:
  - con Clifford Curzon: reg. 1950 [2V=JG]; LP Col ML-4336; CD riedizione Naxos Hist 8.110307.
  - con Rudolf Serkin: stereo reg. 1963 [2V=AS]; CD riedizione CBS MPK-45686.
- Brahms: Clarinet Quintetto in Si minore, Op. 115, con David Oppenheim: stereo reg. 1959 [2V=AS]; CD riedizione CBS MPK-45553.
- Debussy: Quartetto in Sol minore, Op. 10: CD riedizione CBS MPK-44843.
- Dvořák: Quartetto n. 12 in Fa maggiore, Op. 96 'American': stereo reg. 1965 [2V=AS]; LP Col M-32792.
- Dvořák: Quintetto d'archi n. 3 in Mi bemolle maggiore, Op. 97, con Walter Trampler: LP Col M-32792.
- Dvořák: Piano Quintetto in La maggiore, Op. 81, con Clifford Curzon: reg. 1953 [2V=JG]; LP Col ML-4825; CD riedizione Naxos Hist 8.110307.
- Haydn: Quartetto in Sol maggiore, Op. 76 n. 1: reg. 1954 [2V=JG]; CD riedizione United Archives UAR-003.
- Haydn: Quartetto in Re minore, Op. 76 n. 2 'Quinten': reg. 1954 [2V=JG]; CD riedizione United Archives UAR-003.
- Haydn: Quartetto in Do maggiore, Op. 76 n. 3 'Emperor': reg. 1954 [2V=JG]; CD riedizione United Archives UAR-003.
- Haydn: Quartetto in Si bemolle maggiore, Op. 76 n. 4 'Sunrise': reg. 1954 [2V=JG]; CD riedizione United Archives UAR-003.
- Haydn: Quartetto in Re maggiore, Op. 76 n. 5: reg. 1954 [2V=JG]; CD riedizione United Archives UAR-003.
- Haydn: Quartetto in Mi bemolle maggiore, Op. 76 n. 6: reg. 1954 [2V=JG]; CD riedizione United Archives UAR-003.
- Mozart: Quartetto n. 14 in Sol maggiore, K 387: reg. 1953 [2V=JG]; CD riedizione Sony SM2K-47219.
- Mozart: Quartetto n. 15 in Re minore, K 421: reg. 1953 [2V=JG]; CD riedizione Sony SM2K-47219.
- Mozart: Quartetto n. 16 in E bemolle maggiore, K 428: reg. 1950 [2V=JG]; CD riedizione Sony SM2K-47219.
- Mozart: Quartetto n. 17 in Si bemolle maggiore, K 458 'Hunting': reg. 1953 [2V=JG]; CD riedizione Sony SM2K-47219.
- Mozart: Quartetto n. 18 in La maggiore, K 464: reg. 1953 [2V=JG]; CD riedizione Sony SM2K-47219.
- Mozart: Quartetto n. 19 in Do maggiore, K 465 'Dissonant': reg. 1953 [2V=JG]; CD riedizione Sony SM2K-47219.
- Mozart: Quintetto d'archi n. 1 in Si bemolle maggiore, K 174:
  - con Walter Trampler: reg. 1956 [2V=AS]; CD riedizione Sony SM3K-46527.
  - con Walter Trampler: stereo reg. 1965-1966 [2V=AS]; LP Col D3S-747; CD riedizione Sony CSCR 8346.
- Mozart: Quintetto d'archi n. 2 in Do minore, K 406:
  - con Milton Katims: reg. 1946 [2V=EO]; CD riedizione Sony SM3K-46527.
  - con Walter Trampler: stereo reg. 1965-1966 [2V=AS]; LP Col D3S-747; CD riedizione Sony CSCR 8346.
- Mozart: Quintetto d'archi n. 3 in Do maggiore, K 515:
  - con Milton Katims: reg. 1945 [2V=EO]; CD riedizione Sony SM3K-46527.
  - con Walter Trampler: stereo reg. 1965-1966 [2V=AS]; LP Col D3S-747; CD riedizione Sony CSCR 8346.
- Mozart: Quintetto d'archi n. 4 in Sol minore, K 516:
  - con Milton Katims: reg. 1941 [2V=AS]; CD riedizione Sony SM3K-46527.
  - con Walter Trampler: stereo reg. 1965-1966 [2V=AS]; LP Col D3S-747; CD riedizione Sony CSCR 8346.
- Mozart: Quintetto d'archi n. 5 in Re maggiore, K 593:
  - con Milton Katims: reg. 1946 [2V=EO]; CD riedizione Sony SM3K-46527.
  - con Walter Trampler: stereo reg. 1965-1966 [2V=AS]; LP Col D3S-747; CD riedizione Sony CSCR 8346.
- Mozart: Quintetto d'archi n. 6 in Mi bemolle maggiore, K 614:
  - con Milton Katims: reg. 1949 [2V=JG]; CD riedizione Sony SM3K-46527.
  - con Walter Trampler: stereo reg. 1965-1966 [2V=AS]; LP Col D3S-747; CD riedizione Sony CSCR 8346.
- Mozart: Piano Quartetto in Sol minore, K 478:
  - con George Szell: reg. 1946 [2V=EO]; CD riedizione CBS MPK-47685, Naxos Hist 8.111238.
  - con Mieczysław Horszowski: stereo reg. 1963 [2V=AS]; CD riedizione Sony SM3K-46527.
- Mozart: Piano Quartetto in Mi bemolle maggiore, K 493:
  - con George Szell: reg. 1946 [2V=EO]; CD riedizione CBS MPK-47685, Naxos Hist 8.111238.
  - con Mieczysław Horszowski: stereo reg. 1963 [2V=AS]; LP Col MS-6683.
- Mozart: Clarinet Quintetto in La maggiore, K 581 'Stadler', con David Oppenheim: stereo reg. 1959 [2V=AS]; CD riedizione Sony SM3K-46527.
- Mozart: Serenade in Sol maggiore, K 525 'Eine kleine Nachtmusik' [Quintetto d'archi version, con Julius Levine, double bass]: stereo reg. 1959 [2V=AS]; CD riedizione Sony SM3K-46527.
- Ravel: Quartetto in Fa maggiore (1902–03): CD riedizione CBS MPK-44843.
- Schubert: Quartetto in La minore, D 804 'Rosamunde': reg. 1953 [2V=JG]; CD riedizione CBS MPK-45696.
- Schubert: Quartetto in Re minore, D 810 'Death and the Maiden': reg. 1953 [2V=JG]; CD riedizione CBS MPK-45696.
- Schubert: Quartetto in Sol maggiore, D 887: reg. 1953 [2V=JG]; LP riedizione Odyssey Y3-33320.
- Schubert: Quintetto d'archi in Do maggiore, D 956, con Benar Heifetz, cello: reg. 16/9/1941 [2V=AS]; CD riedizione United Archives UPC 3760138170262.
- Schubert: Piano Quintetto in La maggiore, D 667 'The Trout':
  - con Mieczysław Horszowski e Julius Levine: CD riedizione Sony SBK-46343.
  - con Mieczysław Horszowski e Georges E. Moleux: reg. 8/5/1950; LP Philips SBR 6220; CD riedizione United Archives UPC 3760138170262.
- Schumann: Piano Quintetto in Mi bemolle maggiore, Op. 44:
  - con Clifford Curzon: reg. 1951 [2V=JG]; LP Col ML-4426; CD riedizione Naxos Hist 8.110306.
  - con Rudolf Serkin: stereo reg. 1963 [2V=AS]; CD riedizione CBS MYK-37256.

### Miscellanea di Registrazioni dal vivo
1° Violino: Josef Roisman; 2° Violino: Alexander Schneider o Edgar Ortenberg; Viola: Boris Kroyt; Violoncello: Mischa Schneider
- Beethoven: Quartetto n. 1 in Fa maggiore, Op. 18, n. 1 (reg. vivo marzo 23, 1944 [2V=EO] at Library of Congress; CD riedizione Bridge 9342 A/B).
- Beethoven: Quartetto n. 2 in Sol maggiore, Op. 18, n. 2 (reg. vivo aprile 13, 1944 [2V=EO] alla Library of Congress; CD riedizione Bridge 9342 A/B).
- Beethoven: Quartetto n. 3 in Re maggiore, Op. 18, n. 3 (reg. vivo marzo 9, 1944 [2V=EO] alla Library of Congress; CD riedizione Bridge 9342 A/B).
- Beethoven: Quartetto n. 4 in Do minore, Op. 18, n. 4 (reg. vivo marzo 30, 1962 [2V=AS] alla Library of Congress; CD riedizione Bridge 9342 A/B).
- Beethoven: Quartetto n. 5 in La maggiore, Op. 18, n. 5 (reg. vivo novembre 1, 1943 [2V=AS] alla Library of Congress; CD riedizione Bridge 9342 A/B).
- Beethoven: Quartetto n. 6 in Si bem. magg., Op. 18, n. 6 (reg. vivo novembre 11, 1960 [2V=AS] alla Library of Congress; CD riedizione Bridge 9342 A/B).
- Beethoven: Quartetto n. 7 in Fa maggiore, Op. 59, n. 1 (reg. vivo ottobre 26, 1941 [2V=AS] alla Library of Congress; CD riedizione Bridge 9099 A/C).
- Beethoven: Quartetto n. 8 in Mi minore, Op. 59, n. 2 (reg. vivo aprile 1, 1960 [2V=AS] alla Library of Congress; CD riedizione Bridge 9099 A/C).
- Beethoven: Quartetto n. 9 in Do maggiore, Op. 59, n. 3 (reg. vivo marzo 6-7, 1946 [2V=EO] alla Library of Congress; CD riedizione Bridge 9099 A/C).
- Beethoven: Quartetto n. 10 in Mi bem. magg., Op. 74 (reg. vivo settembre 7, 1941 [2V=AS] alla Library of Congress; CD riedizione Bridge 9099 A/C).
- Beethoven: Quartetto n. 11 in Fa minore, Op. 95 (reg. vivo marzo 3, 1940 [2V=AS] alla Library of Congress; CD riedizione Bridge 9099 A/C).
- Beethoven: Quartetto n. 12 in Mi bem. magg., Op. 127 (reg. vivo marzo 15, 1941 [2V=AS] alla Library of Congress; CD riedizione Bridge 9072 A/C).
- Beethoven: Quartetto n. 13 in Si bem. magg., Op. 130 (reg. vivo aprile 7, 1960 [2V=AS] alla Library of Congress; CD riedizione Bridge 9072 A/C).
- Beethoven: Quartetto n. 14 in C sharp minor, Op. 131 (reg. vivo maggio 7, 1943 [2V=AS] alla Library of Congress; CD riedizione Bridge 9072 A/C).
- Beethoven: Quartetto n. 15 in La minore, Op. 132 (reg. vivo dicembre 20, 1945 [2V=EO] alla Library of Congress; CD riedizione Bridge 9072 A/C).
- Beethoven: Quartetto n. 16 in Fa maggiore, Op. 135 (reg. vivo marzo 16, 1943 [2V=AS] alla Library of Congress; CD riedizione Bridge 9072 A/C).
- Beethoven: Grosse Fuge in Si bem. magg., Op. 133 (reg. vivo aprile 7, 1960 [2V=AS] alla Library of Congress; CD riedizione Bridge 9072 A/C).
- Beethoven: Piano Trio n. 9 in Sol maggiore, Op. 121a 'Kakadu Variations', con George Szell (reg. vivo maggio 16, 1946 alla Library of Congress; CD riedizione Intaglio INCD 7191).
- Dvořák: Piano Quintetto in La maggiore, Op. 81, con Artur Balsam (reg. vivo 1959 [2V=AS] a New York; CD riedizione Documents LV 931/32).
- Mozart: Quartetto n. 16 in Mi bem. magg., K 428 (reg. vivo 1959 [2V=AS] a New York; CD riedizione Documents LV 931/32).
- Schubert: Quartetto in Re minore, D 810 'Death and the Maiden' (reg. vivo 1959 [2V=AS] a New York; CD riedizione Documents LV 931/32).
- Schubert: Piano Quintet in La maggiore, D 667 'The Trout', con George Szell (reg. vivo maggio 16, 1946 alla Library of Congress; CD riedizione Intaglio INCD 7191).